# Bonde das Maravilhas
Bonde das Maravilhas (brevemente conhecido como As Maravilhas entre 2020 e 2022) é um grupo brasileiro de funk carioca criado em 2011 em Niterói. O grupo alcançou projeção nacional com as canções "Quadradinho de Oito" e "Aquecimento das Maravilhas".

## História
Em meados de 2011, cinco adolescentes (Joice, Karoliny, Thaysa, Rafaela, Gabrielle e Thalia) da comunidade Complexo do Serrão em Niterói, Rio de Janeiro, criaram um grupo de dança dedicado a vídeos caseiros de funk carioca enviados para a plataforma YouTube. Pouco tempo após as divulgações, o grupo ganhou notoriedade local pelas coreografias ousadas e parcerias com artistas de funk da região. O então chamado "Bonde das Maravilhas" alcançou relativa fama após parcerias com Nego do Borel (até então conhecido como MC Nego do Borel), como "Super Poder" e "Brincadeira das Maravilhas"; e Mc Maneirinho (então conhecido artisticamente como DJ Diogo do Serrão).
No ano seguinte, o grupo alcançou projeção nacional com as canções "Aquecimento das Maravilhas" e "Movimento das Maravilhas", cujos videoclipes viralizaram nas plataformas digitais em poucas semanas tornando-se uma das tendências coreográficas do funk brasileiro. Em pouco tempo, no entanto, duas de suas dançarinas se afastaram por estarem grávidas, o que causou uma forte polêmica envolvendo o fato de serem menores de idade.
O grupo foi reformulado diversas vezes, mas manteve relativo sucesso ao longo dos anos seguintes, chegando à realização de uma transmissão ao vivo recordista de visualizações no YouTube em 2020. Com a saída da vocalista Thaysa em 2017, o grupo passou várias reformulações de elenco até sua total paralisação em 2021 devido a questões de patrocínio e aquisição da marca pelo produtor Gree Cassua.
Impedidas de usar o nome original do grupo, as dançarinas Thamyres, Karoliny, Laryssa, Rafaela e Renata reinventaram o grupo como 'As Maravilhas'. Desde sua criação, o grupo lançou os singles "Senta que é uma Maravilha" (disponível nas plataformas de streaming desde maio de 2021) e "Bunda de Ioiô 2.0" além de diversos videoclipes em formato caseiro publicados no YouTube.

## Integrantes

### Atuais
- Thammy Maravilha (vocalista) (2014–presente)
- Karol Maravilha (dançarina) (2011–presente)
- GG Maravilha (dançarina) (2021; 2024–presente)
- Kim Maravilha (dançarina) (2022–presente)
- Gaaby Maravilha (dançarina) (2011; 2014-2016; 2022–presente)[12]
- Rafaela Maravilha (dançarina) 2011-2022; 2025-presente)

### Antigas
- Thaysa Lopes (vocalista) (2011–2017)
- Renata Maciel (dançarina e vocalista) (2012–2022)
- Katlyn Silva - Kathy (dançarina) (2013–2017)
- Joice Costa (dançarina) (2011)
- Thalia Almeida (dançarina) (2011–2014)
- Laryssa Moraes (dançarina) (2017–2022)
- Scarlight (dançarina) (2022-2024)
- Kelly Araújo (dançarina) (2014; 2017)

## Discografia

### Álbuns
- Quebra Quebra (2016)
- Maravilhas (2019)

### Singles
- "Brincadeira das Maravilhas" (feat. MC Nego do Borel) (2012)
- "Aquecimento das Maravilhas" (2013)
- "Movimento das Maravilhas" (2013)
- "Efeito Dominó" (2014)
- "Te Taco o Taco" (2015)
- "Evolução das Maravilhas" (2016)
- “Combate” (2017)
- “Rebolo e Sento” (feat. Pepita) (2018)
- “Chama Elas” (2019)
- “Desce Toma (feat. Mc Nego W, Dj Matt-d) (2019)
- “Todas as Maravilhas” (feat. MC Xodozinho) (2020)
- Sou Maravilha (2020)
- "Senta que é uma Maravilha" (feat. Lukão Mec) (2021)
- "Bunda de Ioiô 2.0" (2022)
- “As Mais Gostosas do Baile” (2022)
- “Jogadinha” (feat. Dj LK de Itape) (2022)
- “After Party” (feat. Nino MC) (2023)
- “Controle do Game” (feat. Mc PQD, Jhonatta Dj) (2024)
- "Geração Z" (feat. DJ Claudinho) (2024)
- “Bumbum P.M.G” (2024
- “Jeitinho Diferente” (2024)